# Зала
За́ла, або за́ля (нім. Saal) — велике, як правило крите приміщення. Існує безліч різних призначень для залів.
- Актова зала
- Концертна зала
- Спортивна зала
- Зала слави
  - Зала слави Казахстану
  - Зала слави рок-н-ролу
  - Зала слави хокею
  - Зала слави англійського футболу
  - Валгалла (Зала слави)
  - Зала слави роботів
- Виставкова зала
- Зала століття
- Органна зала
- Зала очікування
- Зала вільної торгівлі
- Зала Царства

Також:
Зала або Заал — німецьке прізвище. Відомі носії:
- Георг Зал (1817—1870) — німецький художник.
- Роксана Зал (народ. 1969) — американська акторка.
- Франц Зал (народ. 1956) — німецький поет.
- Зал (Шах-наме) — персонаж епосу Шах-наме, тато Рустама.